# Bodhicitta
Bodhicitta is een boeddhistisch concept, dat letterlijk "verlichtingsgeest" betekent. Bodhi betekent inzicht of ontwaken, en wordt in het westen vertaald als verlichting. Citta betekent geest.
De verlichtingsgeest is...
"...de altruïstische motivatie het spirituele pad te willen volgen en daarvan de kwaliteiten te ontwikkelen die onmiddellijk ten goede zullen komen aan alle voelende wezens. Bodhicitta is een absolute voorwaarde voor vooruitgang in het boeddhisme van het grote voertuig, het Mahayana"
Bodhicitta is een van de drie hoofdzaken om het pad naar verlichting te realiseren. De andere twee zijn de onomkeerbare drang naar bevrijding van de 3 soorten lijden, en het realiseren van de wijsheid die leegte van al het bestaande begrijpt. Bodhicitta is het onzelfzuchtige streven om alle voelende wezens te bevrijden uit het cyclische bestaan van samsara, en niet alleen zelf een verlichte boeddha te worden. Hierdoor wordt het streven naar verlichting boven het persoonlijk eigenbelang uitgetild. Een persoon wie Bodhicitta in de bewustzijnstroon heeft gerealiseerd wordt een bodhisattva genoemd.

## Verder lezen
- Lobsang Gyatso (1997), Bodhicitta. Cultivating the Compassionate Mind of Enlightment. ISBN 9781559390705